# Enisala, Tulcea
Enisala (în bulgară Ново село) este un sat în comuna Sarichioi din județul Tulcea, Dobrogea, România.

## Etimologie
Denumirea Enisala provine din cuvintele Yeni Sale, care în limba turcă înseamnă Noua vestire.

## Istoric
Localitatea se găsește în apropiere de Cetatea Enisala (Yeni-Sale).
Ruinele fortăreței medievale Yeni-Sale (Enisala, Enișala, Eraclea sau Herakleia, îndepărtându-ne în timp) se află la 2 km de localitatea Enisala, pe un deal calcaros care domină zona lacurilor Razim și Babadag. Cetatea Yeni-Sale are un plan poligonal neregulat, care urmează sinuozitățile masivului de calcar jurasic pe care este amplasată. Cercetările arheologice au fost începute în anul 1939 și au continuat, cu mici întreruperi, în perioada anilor 1970-1998. Materialele descoperite în urma cercetărilor arheologice și mai ales monedele bizantine, genoveze, tătărăști, moldovene, muntene sau turcești atestă rolul militar, politic, administrativ și economic pe care l-a îndeplinit cetatea.

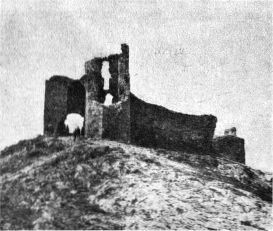
Ruinele Cetății Heraclea de la Enisala, așa cum erau la începutul secolului al XX-lea.

Sepulturile dacice descoperite aici, din secolul al IV-lea î.Hr., precum și toporiștile de piatră șlefuită, ceramica și oasele de mamut arată o continuitate de populare încă din preistorie. Evului Mediu îi corespund două niveluri de locuire. Primul, anterior construirii fortificației, a fost datat pe baza materialului arheologic la sfârșitul secolului al XIII-lea – începutul secolului al XIV-lea. Cel de-al doilea nivel corespunde perioadei ridicării zidurilor, deoarece localitatea antică Herakleia, ruinată de avari și de slavi în secolul al VI-lea, în timp ce fortăreața, construită în scop defensiv și de supraveghere a drumurilor de pe apă și de pe uscat de la gurile Dunării, a fost reconstruită în secolele al XII-lea și al XIV-lea. Pe baza tehnicilor constructive, a materialului arheologic și a realităților istorice, s-a emis ipoteza că puterile interesate de ridicarea unei cetăți situată în cadrul sistemului de fortificații din nordul Dobrogei, cu orientare spre mare, pentru controlarea traficului naval, au fost mai întâi Imperiul Bizantin, apoi în a doua jumătate a secolului al XIV-lea Republica Genova, care dispunea de mari sume de bani câștigate din comerț și care erau deținătoarea monopolului navigației pe Marea Neagră. Cetăți asemănătoare, cu turnuri poligonale, se mai găsesc și mai la sud, de-a lungul coastelor Mării Negre, în Bulgaria și Turcia actuală, unde bizantinii și genovezii au stăpânit porturi și orașe.
Zidurile de incintă, turnurile și bastioanele cetății, parțial conservate și restaurate, se păstrează în cea mai mare parte pe o înălțime de 5 – 10 m. Atrage atenția, ca element arhitectonic deosebit, bastionul porții principale, de origine orientală, cu arcadă dublă, întâlnită frecvent în evul mediu și utilizată de constructorii bizantini la diverse edificii din Peninsula Balcanică, dar și în Țările Române la Cetatea Neamțului, biserica Sf. Nicolae Domnesc de la Curtea de Argeș și la bisericile moldovenești ctitorite de Ștefan cel Mare.

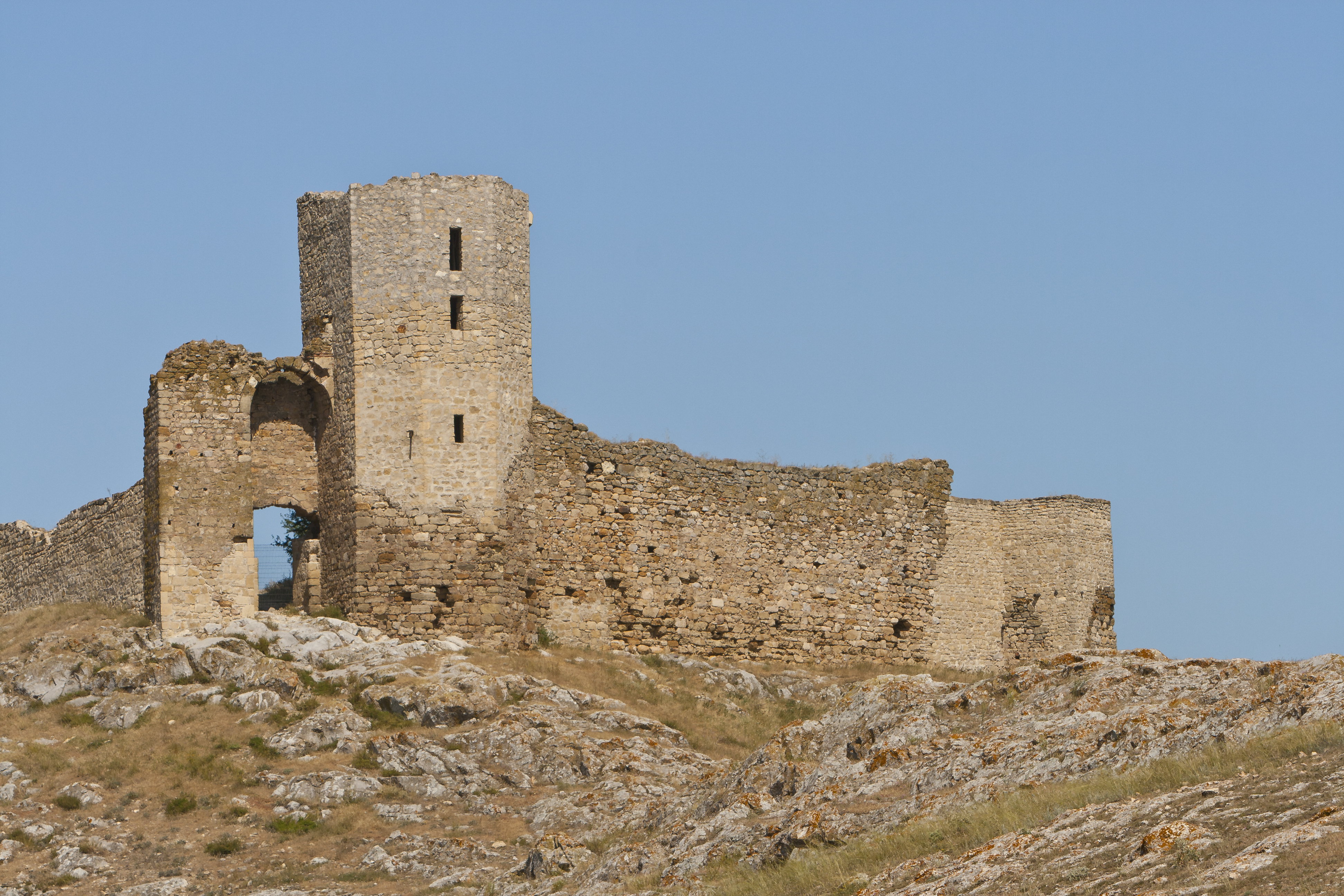
Ruinele fortăreței medievale Enisala

În urma studierii portulanelor din secolele al XIII-lea – al XIV-lea, localitatea, care apare sub numele de Bambola sau Pampolo, a fost identificată cu cetatea Enisala. Cetatea a fost pentru prima dată menționată cu numele de Yeni-Sale în secolul al XV-lea, în cronica lui Sükrüllah. După ce a a aparținut o vreme despotatului dobrogean, și după acesta, voievodului muntean Mircea cel Bătrân, cetatea a a căzut în 1421 în mâinile turcilor. Între 1397 – 1418, în timpul domniei lui Mircea cel Bătrân, cetatea a făcut parte din sistemul defensiv al Țării Românești. După cucerirea Dobrogei de către turci la 1419 - 1420, aici a fost instalată o garnizoană otomană. Ulterior, datorită înaintării stăpânirii turcești dincolo de gurile Dunării, până la Cetatea Albă și Chilia (1484) și ca urmare a formării cordoanelor de nisip ce separă lacul Razim de Marea Neagră, cetatea a fost părăsită. În secolul al XVI-lea, aceasta nu mai corespundea intereselor strategice și economice turcești (otomane). Ultimul comandant otoman al cetății a fost Evli Çelebi, menționat în 1651. Ulterior cetatea a căzut în ruine. În 1741 circa 1.600 de familii de lipoveni s-au stabilit în localitățile din jurul cetății, adăugându-se grecilor, românilor, bulgarilor, tătarilor, turcilor și cerchezilor care trăiau deja în zonă.